# یاسمین بلماضی
یاسمین بلماضی (فرانسوی: Yasmine Belmadi‎؛ ۲۶ ژانویهٔ ۱۹۷۶ – ۱۸ ژوئیهٔ ۲۰۰۹) یک هنرپیشه اهل فرانسه بود. وی بین سال‌های ۱۹۹۷ تا ۲۰۰۹ میلادی فعالیت می‌کرد.
از فیلم‌های معروف او می‌توان به بازی در فیلم  چه کسی بامبی را کشت؟ اشاره کرد.